# 이화원서문역
이화원서문역(중국어: 颐和园西门站)은 중국 베이징시 하이뎬구 쓰지칭 지구의 이화원 서문 인근에 위치한다. 이 역은 2017년 12월 30일 베이징 지하철 시자오선 개통과 함께 개장하였다.

## 위치
이화원서문역은 이화원 서문로와 진허로 교차점 남쪽에 위치하며 이화원 서문과 가까운 곳에 있다. 역의 북서쪽에는 베이우 공원이 있다.

## 역 구조
이화원서문역은 2면 2선 상대식 승강장의 구조로 설계된 지상역이다.

### 층별 구조
| 지면 | 상대식 승강장, 오른쪽 출입문이 열림 | 상대식 승강장, 오른쪽 출입문이 열림 |
| 지면 | ←                                   | ■ 시자오선 샹산 방면 (차펑)         |
| 지면 | →                                   | ■ 시자오선 바거우 방면 (시·종착역)  |
| 지면 | 상대식 승강장, 오른쪽 출입문이 열림 |                                     |